# Droga magistralna A14 (Litwa)
Droga magistralna A14 (lit. Magistralinis kelias A14) – droga magistralna na Litwie długości 95,60 km. Zaczyna się w Wilnie na skrzyżowaniu z autostradą A2, kończy w Ucianie łącząc się z drogą magistralną A6.